# Петар Бига
Петар Бига (Бјелопоље, код Коренице, 1811 — Нови Сад, 1. јануар 1879) био је племић у части витеза от Монгабије и генерал аустријске војске. Учесник је у Буни 1848—1849, бранилац Србобрана.

## Биографија
Родио се Петар 1811. године у Белом пољу, у Оточанској граничарској регименти од родитеља Тодора и Ђурђије. Потиче из српске крајишке официрске породице, отац му је био официр, а мајка је била ћерка пароха Шевера. Најпре је премештен у Варадински регименту, са седиштем у Сурдуку на Дунаву. Тамо је 1819. године отац изненада умро од срчане капи, а мајка је шесторо деце (две ћерке и четири сина) прешла да живи у Пазову, где су 1920. године обе ћерке умрле. Затим су прешли у Митровицу, ради бољег школовања деце. Тако је Петар школовање започео у српској школи у Сурдуку, коју је завршио у Пазови, где је затим учио у немачкој школи, коју је завршио у Митровици.
Године 1828. постао је кадет, а 1833. године официр.
Најпознатији је по Сентомашкој бици (Битка за Србобран). Априла 1848. године, заједно са другим Варадинским батаљоном и целим штабом кренуо је за Италију, али их је код Загреба, вратио назад бан Јелачић, због угарског покрета против бечке владе. Батаљон је отишао у Митровицу где су избили немири у којима је пивар Гулди пуцао на Србе и том приликом је страдало неколико људи, после чега је више српских официра, како се не би нашло под пештанском командом, прешло Саву и побегло у Србију, са намером да се одатле пребаце за Загреб и стигну до бана Јелачића. Он је међутим, трећег дана побуне, сам у дошао у Митровицу и 8. јула наредио да се други батаљон, заједно са преосталим официрима пребаци у Карловце и помогне Јосифу Рајачићу. Као најстарији по војном чину, Петар Бига је тада преузео команду овог батаљона, и примио чин капетана. На дан 6. августа батаљон је стигао у Сантомаш (данас Србобран), где се налазио Тодор Боснић, са утврђеном четом од 400 Варадинаца и једним топом. Следећег дана у зору били су нападнути.
После тешке борбе 18. августа 1848, успео да одбије напад надмоћније мађарске војске. Непријатељској војсци од 25.000 људи, капетан Бига је супротставио 5.000 војника — сремских граничара, бачких Шајкаша, сентомачких гардиста и српских добровољаца, са свега 14 топова. Уз Ђорђа Стратимировића и Стевана Шупљикца, био је један од најпопуларнијих официра у српској покрету 1848—1849.
Служио је као заставник код Петроварадинаца, те је именован натпоручником. Исте године, у августу му је поверена одбрана тврђаве Св. Томе, где се највише истакао, а и касније под командом војводе Стевана Шупљикца.
У пролеће 1849. је постао мајор. После рата, са малим прекидима, остао је да ради у војсци. Тако је 1856. постао потпуковник. Године 1859. отишао је у Италију и после краћег времена је произведен у пуковника. Са истим чином служио је и у Панчеву седам година.
За време рата 1866. године био је у Италији. Због заслуга у бици код Монгабије (код Кустоце) стекао је витешки ред са предикатом "од Монгабије“. Августа те године постане генерал и додељена му је бригада у Брну. Наредне године повукао се у пензију и настанио се у Новом Саду. Становао је у Футошкој улици, данас Позоришни трг, али зграда у којој је живео више не постоји.
Био је ожењен Кристином, рођеном Кузмановић, која је умрла 1876. године. Генерал "Бигга" сахрањен је 1879. године на Успењском гробљу у Новом Саду.

## У његову част
За заслуге 1848. и 1849. године одликован је царским Леополдовим орденом, а за битку код Монгабије војним крстом.
У знак признања за војничке заслуге изабран је за почасног грађанина Сремских Карловаца, Панчева. Био је почасни члан задруге старих царских војника у Јозфштату у Чешкој.
Гроб Петра Биге, уз још 23 гроба истакнутих личности сахрањених на Успенском грубљу, су заштићени споменик културе од 1968. године.
О Петру Биги, Стеван Владислав Каћански, у својој песми „На Србобрану“, написао је следеће стихове:
| „ | Уз десно му раме сео Јунак цела повисока, Црна брка, црна ока, У крилу му балчака сјаје, Коме око ватру даје. Ко га боље жели знати, Нек похита запитати Варадинце граничаре- Јер и данас тамо хвале Србобранску бојну дику Витез-Бигу | ” |